# Belarussische Kirche (London)

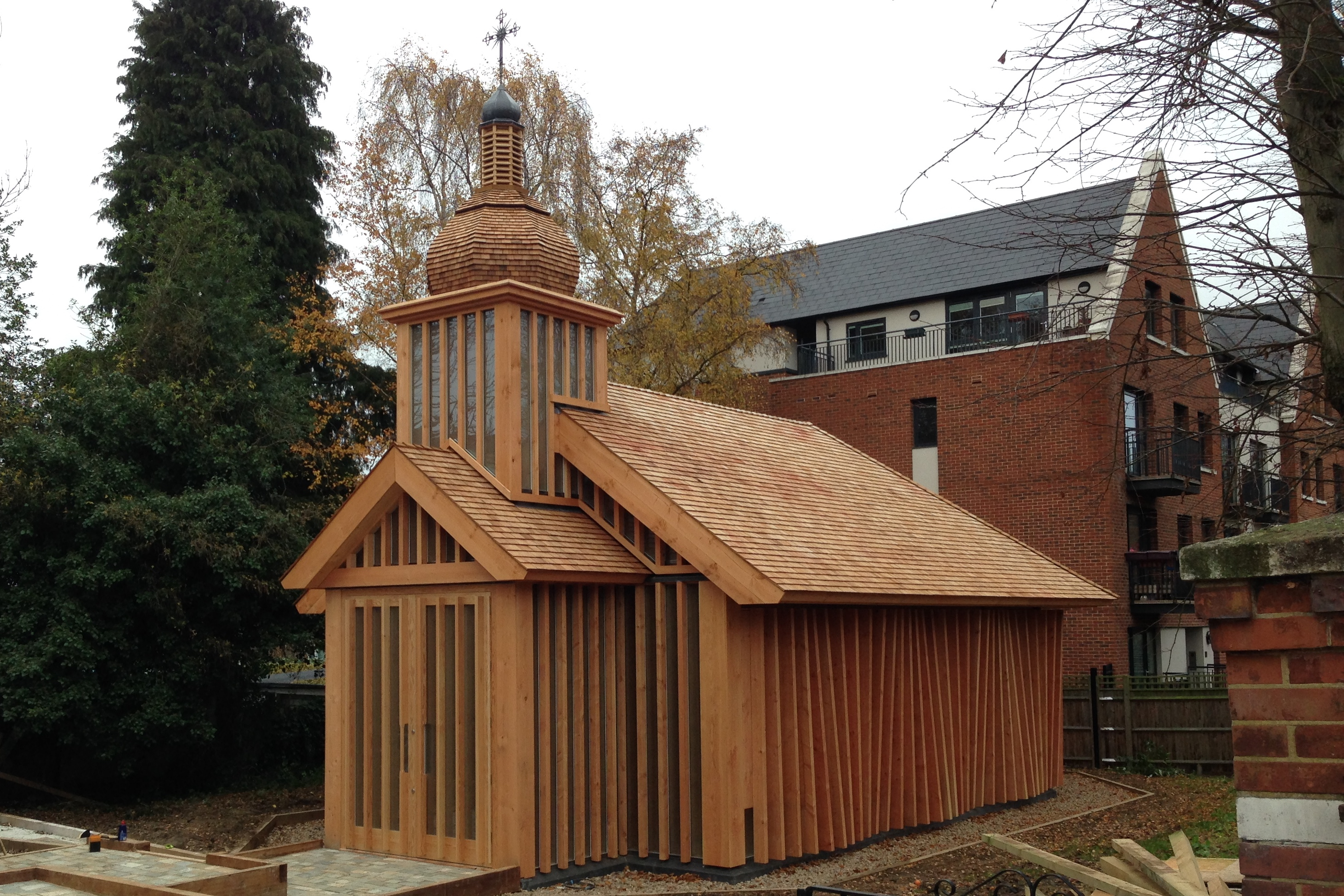
Die belarussische Sankt-Kyrill-Kirche in London

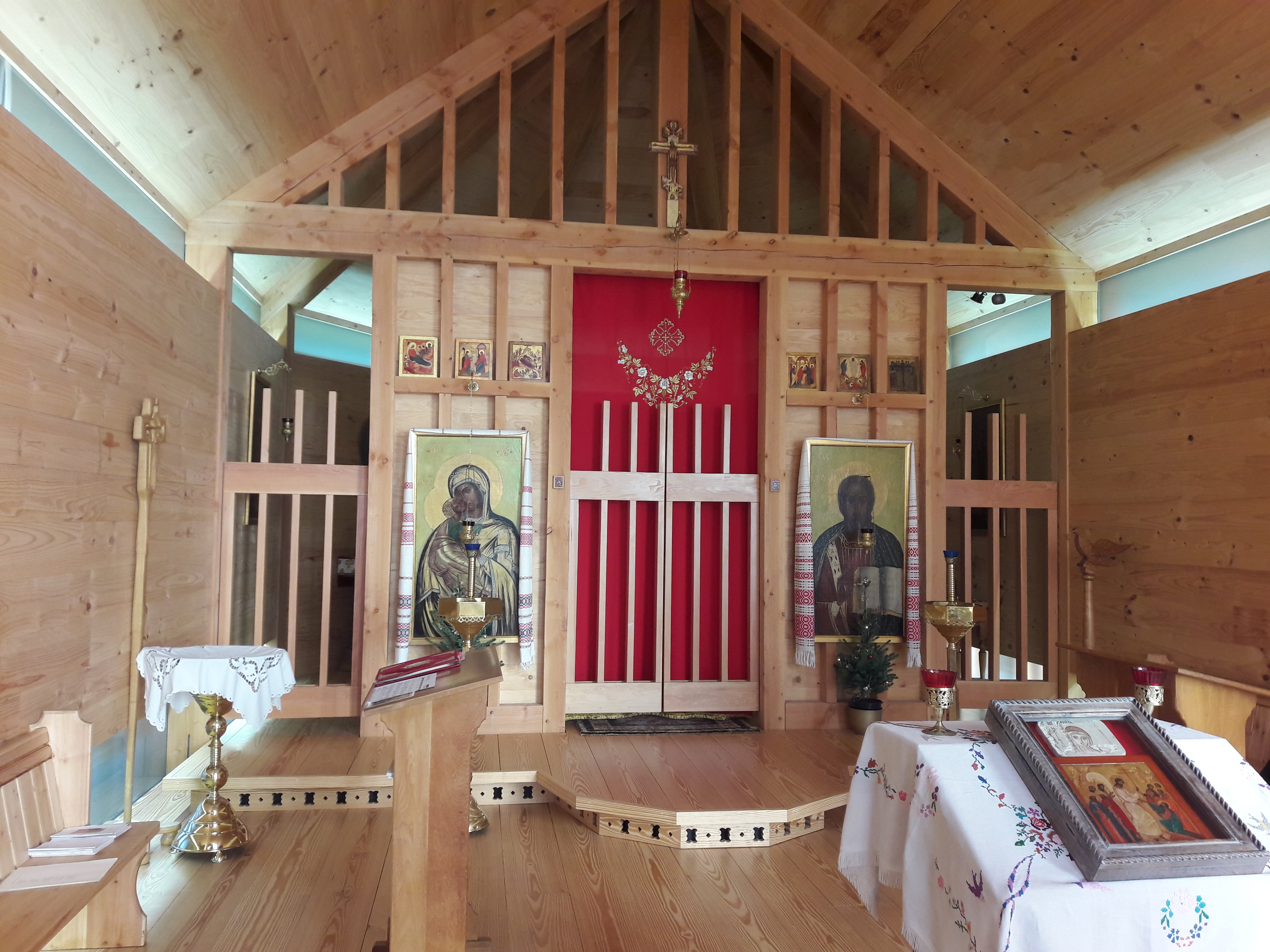
Innenraum

Die Kirche des heiligen Kyrill von Turau und aller heiligen Patrone des belarussischen Volkes (englisch Church of St Cyril of Turau and All the Patron Saints of the Belarusian People, belarussisch Царква Сьвятога Кірылы Тураўскага і ўсіх сьвятых заступнікаў беларускага народу) ist eine belarussische unierte katholische Kirche im nördlichen London.
Erbaut 2017 von dem Architekten Tszwai So für die Londoner belarussische unierte katholische Gemeinde, ist die Sankt-Kyrill-Kirche die erste hölzerne Kirche in London, die nach dem Großen Brand von 1666 errichtet wurde.

## Architektur
Die Architektur der Kirche wurde von der belarussischen griechisch-katholischen Holzbarockarchitektur beeinflusst. Für den Bau der Kirche wurde ein Eckstein aus dem ehemaligen Marianerkloster in Druja gebracht. Das Marianerkloster in Druja war in den 1920er und 1930er Jahren ein wichtiges Zentrum der belarussischen Uniaten.
Die Kirche bekam mehrere architektonische Preise und Auszeichnungen und wurde 2018 für den Preis der Europäischen Union für zeitgenössische Architektur nominiert.

### Innere Gestaltung
Die Ikonostase der Kirche enthält zwei Ikonen, die 1926 für eine griechisch-katholische Gebetswoche in der Londoner Westminster Cathedral gemalt wurden. Ein Teil der Asche von Vera Rich, der englischen Dichterin und Übersetzerin aus dem Belarussischen und Ukrainischen, ist in der Kirche beigesetzt worden.